# John Spray
Pour les articles homonymes, voir Spray (homonymie).
John Spray (c. 1768 – 21 janvier 1827) est un célèbre ténor anglais, renommé pour ses interprétations de compositions de John Andrew Stevenson, qui écrit un certain nombre de morceaux à son intention dont le populaire Faithless Emma.
Né à Southwell dans le comté de Nottinghamshire, Spary y est choriste. Il s'installe à Dublin en 1795 afin d'y travailler comme vicar choral (en) pour les cathédrales Saint-Patrick et Christ Church,. Il reçoit un doctorat honoraire en musique de l'université de Dublin en 1821.
Un mémorial à Spray se trouve dans le transept nord de la cathédrale St. Patrick.